# Peter Gabriel (1980)
Peter Gabriel bracht in mei 1980 zijn derde titelloze studioalbum uit. Althans in Europa, in de Verenigde Staten kreeg het de titel Peter Gabriel III. Om onderscheid te kunnen maken met vorige en volgende albums werd het ook wel aangeduid met Melt. Gabriel sneed met dit album nadrukkelijk politieke zaken aan in de nummers Games without frontiers en Biko.

## Inleiding
Hij kreeg met zijn nieuwe muziekproducent Steve Lillywhite een steviger geluid. Het album betekende ook een hernieuwde samenwerking met Phil Collins uit Genesis, de band die Gabriel een aantal jaren eerder de rug had toegekeerd. Collins experimenteerde met Lillywhite en Hugh Padgham (hier geluidstechnicus als ook bij Genesis) voor een nieuwe drumklank, later omschreven als gated drum. Het is te horen in de track Intruder, later is de techniek terug te vinden op Face Value, Collins’ eerste soloalbum. Een andere eigenaardigheid is te vinden in het feit dat op Gabriels voorspraak de drummers geen bekkens mochten gebruiken. Gabriels reden daarvoor legde hij later uit aan Mark Blake: "leg musici beperkingen op, dan worden ze creatiever". Collins kon er wel mee overweg, maar de andere drummer Marotta moest zich danig aanpassen. Deze aanpak zou later Public Image Ltd inspireren bij hun album The Flowers of Romance; opvallend is dat de geluidstechnicus bij dat album Nick Launay Collins later zou ondersteunen in de opnamen van Face Value. Als gastmusicus op And through the wire trad Paul Weller op, die met zijn The Jam in de buurt aan het opnemen was; zijn intense gitaargeluid vond Gabriel bij dat nummer passen.

## Hoes
Het album was opnieuw in een hoes gestoken van Storm Thorgerson/Hipgnosis. Het was opnieuw een zwart-witfoto, ditmaal genomen met een Polaroid SX-70-camera. Gabriel mismaakte vervolgens tijdens het ontwikkelen de foto. Het platenhoesbedrijf keek bewonderend naar de artiest, die liever theatraal en artistiek (en hier mismaakt met gesmolten gezicht) bezig was dan zich te verdiepen in schoonheid.

## Ontvangst
Het begon niet goed met dit derde album. Atlantic Records, Gabriels label voor de Verenigde Staten zag niets in dit album. Baas en ex-producent Ahmet Ertegun zou hebben gezegd: "What do people in America care about this guy in South Africa", doelend op het nummer Biko. Ook hadden ze hun twijfels met het vreemde nummer Lead a normal life, ze dachten dat Gabriel geestelijke was ingestort. Ook John Kalodner (Atlantic A&R) had geadviseerd het album niet uit te brengen. Het album werd vervolgens in de VS uitgebracht via Mercury Records. Vlak daarna, toen Kalodner werkte bij Geffen Records adviseerde juist hij om Peter Gabriel aan het platenlabel te binden. Saillant detail daarbij was dat Geffen Records was ondergebracht bij Warner Bros., zustermaatschappij van Atlantic. Geffen zou het album, na het vrijkomen van de rechten bij Mercury, vanaf 1983 tot 2010 uitbrengen. Vanaf 2010 werd het album uitgebracht door Gabriels privélabel Real World Records. Achteraf zou Gabriel gekscherend zeggen dat hij enigszins labiel was ten tijde van de opnamen.
Het album verkocht bijzonder goed in het Verenigd Koninkrijk; het haalde daar twee weken de eerste plaats in de albumlijst met achttien weken notering. In de Verenigde Staten tikte het de 22e plaats in de Billboard 200. In Nederland haalde het helemaal geen notering, In Duitsland slechts een week een 83e plaats in een top 100. OOR's Pop-encyclopedie (versie 1993) wijdt er slechts een regel aan: "eenvoudige en meer experimentelere muziek". Dit is ook de visie van Jim van Alphen van Het Parool (25 juni 1980) en de recensent van De Waarheid (18 juli 1980). In september kwam Gabriel naar Muziekcentrum Vredenburg in Utrecht waarbij de band bestond uit Peter Gabriel (zang, toetsen), John Ellis (gitaar), John Giblin (basgitaar), Larry Fast (toetsen) en Jerry Marotta (drums); voor het voorprogramma waren de beginnende Simple Minds aan zet.

## Musici
- Peter Gabriel – eerste zangstem (alle tracks behalve 3); achtergrondzang (1, 5, 8); piano (1, 4, 5, 6, 8, 9, 10); synthesizer (3, 4, 7, 8); drums (10); gefluit (7)
- Kate Bush – achtergrondzang (2, 7)
- Dave Gregory – gitaar (4, 5)
- Robert Fripp – gitaar (2, 4, 8)
- David Rhodes – gitaar (1, 2, 4, 5, 7, 8, 9, 10), achtergrondzang (1, 4, 8)
- Paul Weller – gitaar (6)
- Larry Fast – synthesizer (1, 2, 3, 7, 10), programmeerwerk (2, 4, 8), doedelzak (10)
- John Giblin – basgitaar (2, 5, 6, 7, 8)
- Tony Levin – Chapman stick (4)
- Jerry Marotta – drumstel (4, 5, 7, 8, 9, 10), percussie (7, 8)
- Phil Collins – drumstel (1, 2, 6);  percussie (5); surdo (10)
- Dick Morrissey – saxofoon (3, 5, 9)
- Morris Pert – percussie (1, 2, 9)
- Dave Ferguson – screeches (10)
- Steve Lillywhite – gefluit (7)
- Hugh Padgham - gefluit (7)

John Giblin, Morris Pert en Phil Collins speelden tevens in Brand X.

## Muziek
| Nr. | Titel                         | Duur |
| --- | ----------------------------- | ---- |
| 1.  | Intruder (Gabriel)            | 4:54 |
| 2.  | No self control (Gabriel)     | 3:55 |
| 3.  | Start (Gabriel)               | 1:21 |
| 4.  | I don’t remember (Gabriel)    | 4:42 |
| 5.  | Family snapshot (Gabriel)     | 4:28 |
| 6.  | An through the wire (Gabriel) | 5:00 |

| Nr. | Titel                             | Duur |
| --- | --------------------------------- | ---- |
| 1.  | Games without frontiers (Gabriel) | 4:06 |
| 2.  | Not one of us (Gabriel)           | 5:22 |
| 3.  | Lead a normal life (Gabriel)      | 4:14 |
| 4.  | Biko (Gabriel)                    | 7:32 |

I don’t remember werd al gespeeld tijdens de toer volgend op de release van Gabriels tweede elpee. Het zou toen ook uitgebracht worden als single, maar Charisma Records vond de gitaarklank van Robert Fripp niet passend voor op de radio. Het werd later wel als B-kant geperst op Games without frontiers en op enkele verzamelalbums. Het werd echter in de VS en Canada wel uitgebracht als A-kant van een 12”-single. 

## Rol Dave Gregory
Tijdens de opnamen van Drums and Wires van XTC onder leiding van muziekproducent Steve Lillywhite werd deze gebeld door Peter Gabriel met de vraag om Melt te produceren. Lillywhite aarzelde, hij had weinig kennis van Gabriel en zijn muziek. Gregory raadde hem aan het te doen; het was immers Peter Gabriel. Hij liet ook meteen weten, dat hij wel gitaar te willen spelen op Gabriels album. Toch was hij verbaasd dat Lillywhite hem belde voor gitaarpartijen op ‘’I don’t remember’’ en Family snapshot’’, twee totaal verschillende nummers. Tijdens de korte periode van opnamen (Gregory heeft het over een “middag”) zag Gregory hoe eenvoudig de nummers van opzet waren in vergelijking met het uiteindelijke resultaat. 